# Esther Sandoval
Esther Sandoval (* 28. Dezember 1928 in Ponce; † 6. Februar 2006 in San Juan) war eine puerto-ricanische Schauspielerin.

## Leben
Esther Sandoval wurde bekannt mit der ersten TV-Telenovela Before the law in Puerto Rico. Für diese Rolle wurde sie auf dem Festival the International of the New Cinema of Havana auf Kuba ausgezeichnet.

## Filmografie
- 1961: Creature from the Haunted Sea
- 1963: Thunder Island
- 1967: Los traidores de San Ángel
- 1969: Las Pasiones infernales
- 1978: Cristina Bazán (Fernsehserie)
- 1979: Dios los cría...
- 1980: La Otra mujer (Fernsehserie)